# Incienso en India

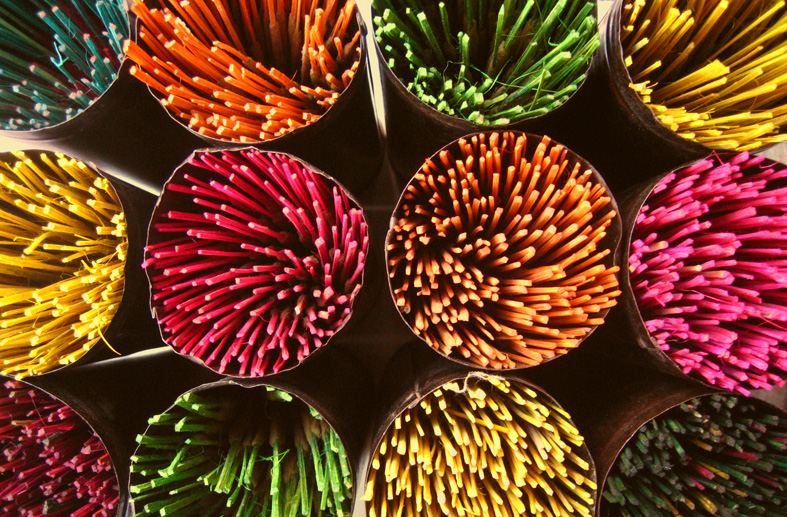
Inciensos vendidos en un mercado de Bangalore.

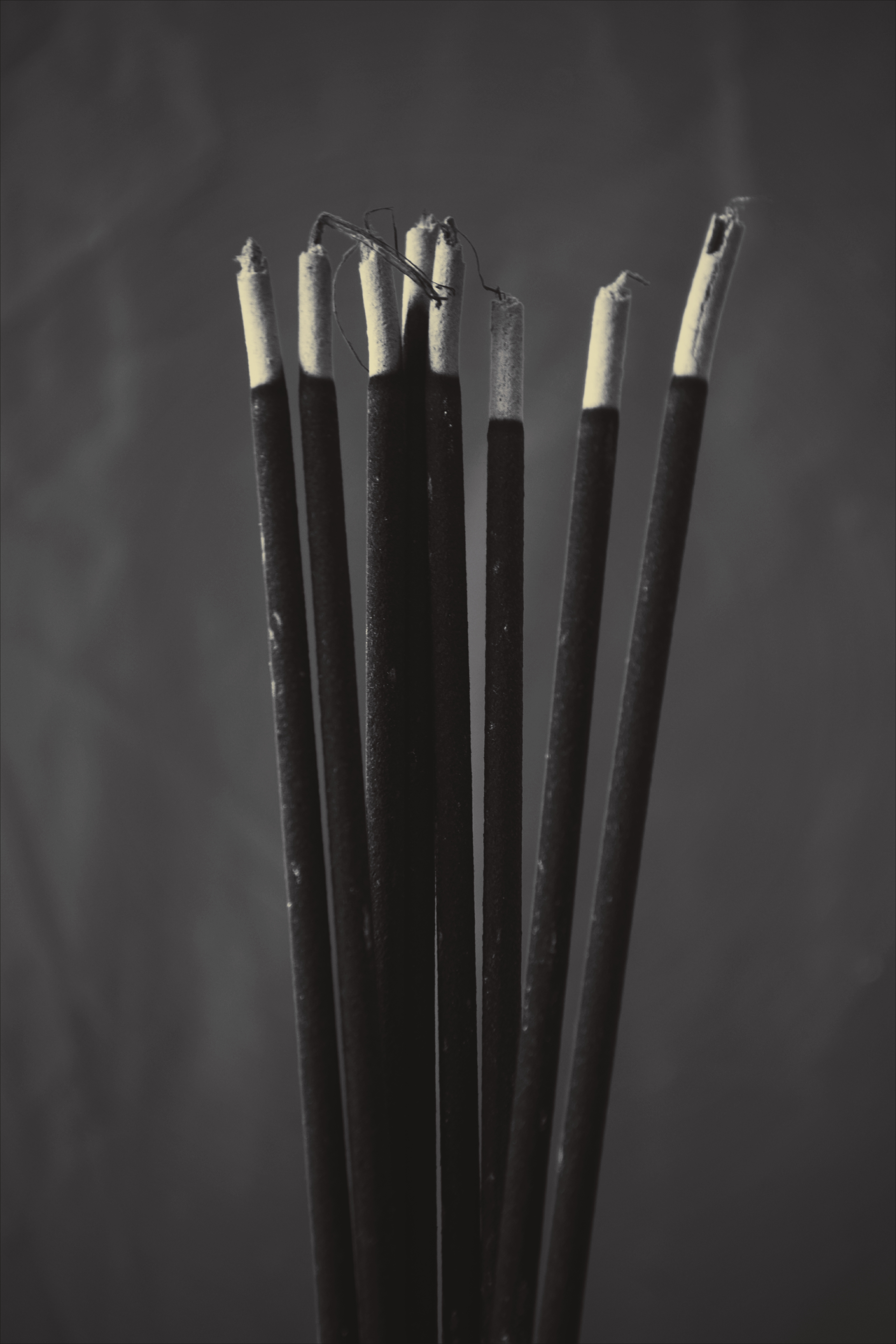
Inciensos de la India.

El incienso en India (agarbattī en hindi) forma parte importante de las tradiciones culturales y religiosas del país. Se utiliza en numerosas tradiciones religiosas y ceremonias, siendo el país uno de los mayores fabricantes y exportadores de incienso.
El uso del incienso en la India tiene una larga tradición que se remonta a la antigüedad. Su empleo está documentado en textos védicos como el Atharva Veda, donde se mencionan hierbas y resinas aromáticas utilizadas en rituales religiosos. El incienso forma parte esencial de las ceremonias hindúes, budistas y jainistas. Se quema como ofrenda para purificar el ambiente, honrar a las deidades y acompañar la meditación. Además de su dimensión espiritual, el incienso también tiene un rol cultural y económico, siendo la India uno de los mayores productores y exportadores de incienso a nivel mundial.
Sin embargo, las exportaciones han disminuido en las últimas décadas, debido al aumento del costo de la materia prima y otros factores como el auge de productos similares que pueden reemplazarlo, por ejemplo, las barritas perfumadas o la producción de imitaciones por parte de las mismas compañías indias. La quema de incienso está presente en la India desde la época antigua y, desde allí, se exportó a China, Japón y a otros países asiáticos. La forma más común de quemar incienso en la India es mediante barras de incienso o agarbatti.
Los ingredientes básicos de una barrita de incienso son una pasta base, palos de bambú e ingredientes perfumados. La pasta se crea normalmente con polvo de carbón, serrín y polvos joss, jigging o resina, un adhesivo creado con la corteza del árbol de laurel indio (Litsea glutinosa) u otros árboles.
Los componentes perfumados están compuestos, tradicionalmente, por un polvo de ingredientes molidos y mezclados, denominado masala. Sin embargo, en la actualidad se utilizan de manera más extendida perfumes y aceites esenciales.
Una vez que la pasta base se ha colocado en el palo de bambú, se siguen uno de dos métodos: el método tradicional, que consiste en enrollar el masala cuando todavía está húmedo; y el método actual, con el que se deja secar la pasta varios días y finalmente se sumerge en una solución de esencias. 
En el incienso masala tradicional se utilizan varias resinas como elemento de unión entre las esencias: ámbar, mirra, olíbano o halmaddi y se añaden unas fragancias muy distintivas en el incienso final. Algunas resinas, como la arábiga, pueden ser utilizadas cuando se requiere una unión que no posea fragancia por sí misma. 
El halmaddi es especialmente interesante para los consumidores occidentales, debido a su asociación con el popular Satya Nag Champa, una resina líquida color tierra que se obtiene del árbol Ailanthus triphysa, como muchas otras. Este tipo de resina, cuando está fresca, es un semilíquido viscoso y, conforme se va evaporando y envejeciendo, se vuelve rígida y quebradiza.
Muchos fabricantes de incienso añaden miel a la mezcla para que continúe siendo igual de flexible.
Debido a los métodos de extracción no controlados, se tuvo como resultado la tala excesiva de muchos árboles, y el Departamento Forestal de India prohibió la extracción de resina en la década de 1990. Esto incrementó el precio de la resina, por lo que su uso en la fabricación de incienso decreció. En el año 2011 se permitió la extracción mediante acuerdos de arrendamiento, lo que generó un incremento en la demanda en 2013. Aunque la producción está controlada, todavía se encuentran casos de extracción indebida para vender la resina en el mercado negro.
El método de fabricación de incienso con un núcleo de palo de bambú se originó en India en el siglo XIX y sustituyó de manera masiva al método tradicional con el que el incienso se enrolla, extruye o moldea. Esta última técnica, aún se conserva en la India para los conos o los dhoops y para la mayoría de formas de incienso de China, Nepal, Tíbet y Japón.
Otras formas principales de incienso son los conos, los troncos y la resina de benzoin (o sambirania) que son pasta de incienso con forma de pirámide o forma de tronco, secada al sol.

## Historia

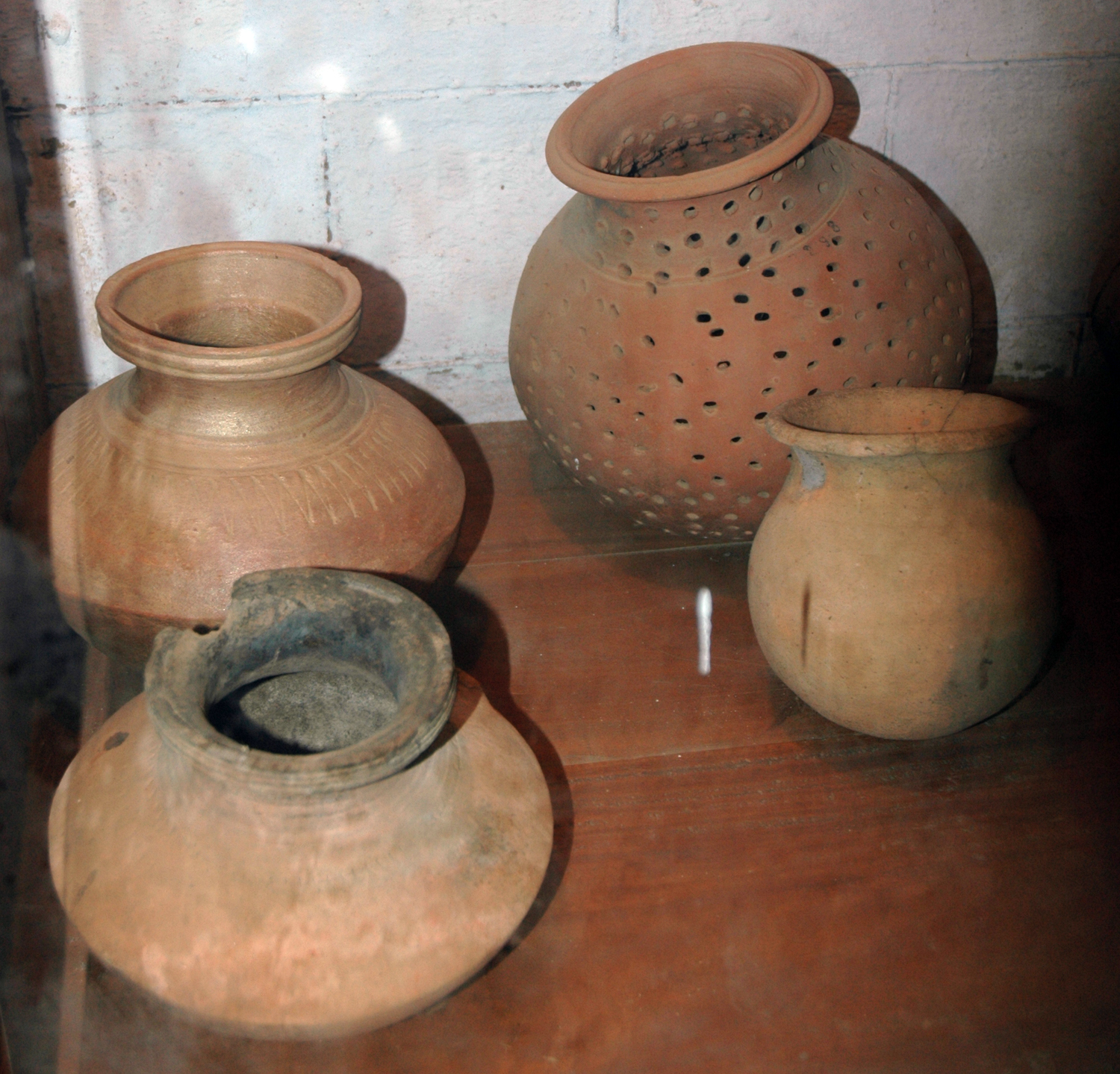
Vasija antigua con agujeros utilizada para quemar incienso.

Las fuentes más antiguas que referencian al uso de los inciensos en el país indio se encuentran en los vedas, más concretamente, en el atharvaveda y en el rigveda. Era común quemar incienso para conseguir aromas placenteros y para uso medicinal.  
El uso del incienso en la medicina es tan antiguo como los inicios del hinduismo y las prácticas religiosas de la época. La primera fase del ayurveda utiliza el incienso como primer acercamiento a la curación. Debido a esto, la fabricación de incienso históricamente estuvo ligada a las prácticas religiosas y en muchos casos era elaborado por monjes.
Con el tiempo, tras el surgimiento de las prácticas budistas en la India, el budismo adoptó al incienso como una parte integral de las prácticas. Aproximadamente en el año 250 d. C., un grupo de monjes budistas errantes introdujo el arte de la fabricación de incienso en China, lo que permitió incorporarlo a las prácticas espirituales locales.

## Hinduismo
En el hinduismo, el incienso (agarbatti) es un elemento fundamental en las prácticas rituales, en las que se enciende una barra de incienso como ofrenda, con el fin de generar un entorno agradable para los practicantes. Se sostiene que su aroma aporta beneficios psicológicos relacionados a propiedades curativas, calmantes, efectos relajantes y mayor concentración. Además, cumple funciones prácticas como alejar a los insectos gracias al humo liberado.
Aunque no es una norma universal en el hinduismo, algunas tradiciones no permiten el uso de agarbatti elaborado con núcleos de bambú, ya que prohíben el uso del bambú en las prácticas rituales.
Fuera de las prácticas religiosas, el incienso se usa de forma cotidiana como ambientador. 

## Ingredientes

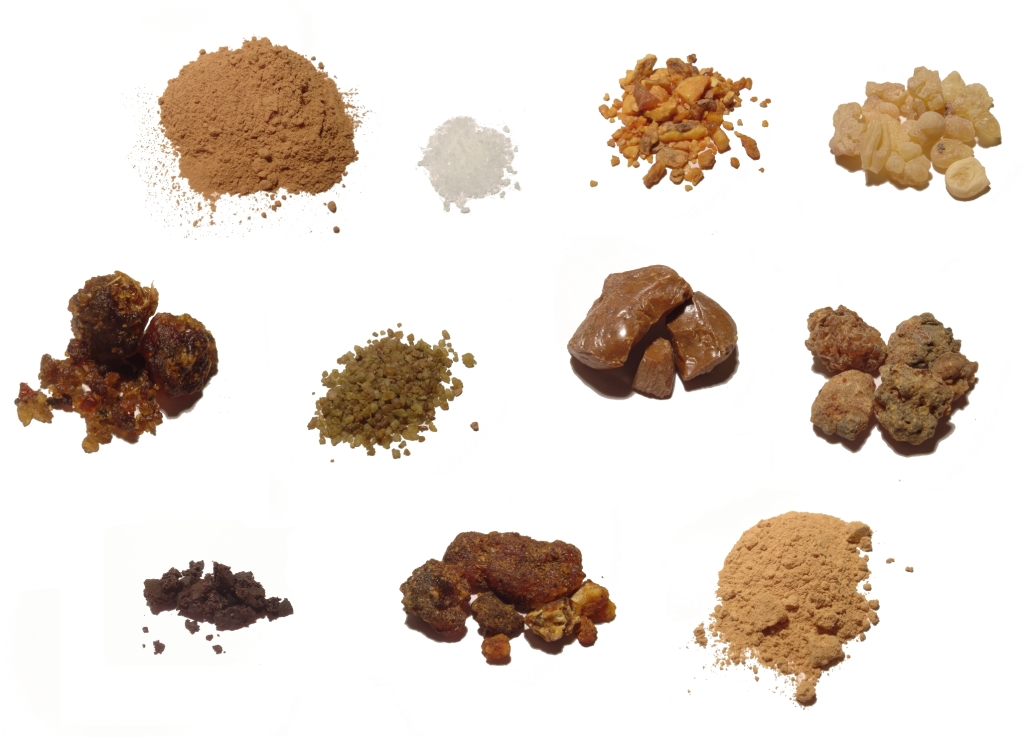
Varios aromatizantes utilizados en la fabricación de incienso.

Los ingredientes básicos de una barrita de incienso son: palos de bambú y pasta. Esta pasta se produce comúnmente con polvo de carbón o serrín y polvos joss/jiggit/resina/tabú (un adhesivo creado con la corteza del árbol Litsea glutinosa o laurel indio, u otros árboles) e ingredientes perfumados.
Estos ingredientes estaban tradicionalmente mezclados con polvos de distintos elementos molidos, pero en la actualidad se utilizan de manera más extendida perfumes y aceites esenciales.
Una vez que la pasta base se ha colocado en el palo de bambú, se pueden seguir dos métodos: el método tradicional, que consiste en enrollar la pasta en el masala, o la técnica actual (la más usada), con la que, tras varios días de secado, se sumerge la pasta en una solución de esencias.
Muchos fabricantes de incienso indio siguen los principios de la ayurveda, que especifican que los ingredientes pertenecientes a la fabricación de incienso se dividen en cinco clases diferentes: éter (frutas), como anís estrellado; agua (raíces y ramas), como sándalo, madera de agar, madera de cedro, cassia, olíbano, mirra, y borneol; tierra (raíces), como cúrcuma, vetiver, jengibre, raíz de costus, valeriana, nardo; fuego (flores), como clavos; y aire (hojas), como pachuli.
El halmaddi es un ingrediente cohesionador que se utiliza en la fabricación del incienso masala tradicional. Es una resina líquida de color tierra que se extrae del árbol Ailanthus triphysa, que tiene la consistencia de un líquido semi viscoso que se vuelve más rígido y quebradizo a medida que se solidifica y envejece.
Algunos fabricantes de incienso añaden miel a la mezcla para hacerla más flexible.
Debido a los métodos de extracción no controlada, muchos árboles se marchitaron, por eso el Departamento Forestal de la India prohibió la extracción de resina en la década de 1990, esto incrementó el precio del halmaddi, por lo que su uso fue decreciendo en la producción de barras de incienso.
En el año 2011 se permitió la extracción mediante acuerdos de arrendamiento, los cuales aumentaron en 2013.
Aunque la producción está controlada, todavía se encuentran casos de extracción indebida para vender la resina ilegalmente. Existen otras resinas de árboles que se utilizan para ligar las mezclas, como los ámbares, las mirra y los olíbanos. También se usa la resina arábiga, puesto que carece de olor propio.

## Producción
La producción puede realizarse de forma manual o automatizada. Hay máquinas semiautomáticas que aplican las pastas, las introducen en una solución de esencias y las empaquetan. También hay máquinas completamente automáticas que aplican las pastas y las fragancias. No obstante, la mayor parte de la producción depende del enrollado manual. 
Hay aproximadamente 5000 compañías dedicadas al incienso en India, que toman como materia prima barras sin olor fabricadas manualmente en casa por mujeres contratadas a tiempo parcial, que les aplican su propia esencia y los empaquetan para su venta. Una trabajadora experimentada que realice su actividad en su casa puede llegar a producir 4000 barras al día. Se estima que solo 500 compañías están ubicadas en Bangalore. No obstante, las 25 compañías principales de la India constituyen el 30 % del mercado. 
El estado de Karnataka, conocido por ser la capital del agarbatti, es el principal productor de agarbatti en India, con las regiones de Mysore y Bangalore como sus principales centros de producción. La región de Mysore es reconocida como una pionera en la fabricación del agarbatti y es uno de los principales sectores de actividades de la ciudad.
En los últimos años se ha detectado un crecimiento en la fabricación de agarbatti y los Dhoop-Deep pueden encontrarse en cualquier parte de India. 
Hay un gran número de manufactureras en Maharashtra y Gujarat, y en el oeste de India el mercado del agabartti está completamente dominado por ellas.
A nivel nacional los productores más prominentes son N. Ranga Rao e hijos con Cycle Pure Agarbathie e ITC con Mangal Sheep.

## Dhoops
Los dhoops son inciensos formados mediante la extrusión sin núcleo de palos de bambúes. Muchos dhoops tienen esencias altamente concentradas y emiten una gran cantidad de humo al quemarse. 
El dhoop más conocido seguramente sea el Chanda Dhoop, que contiene una gran cantidad de sándalo. 

## Dhupa
Para la mayoría de los indios, el incienso es una parte muy importante en sus rituales diarios de puja, que es una ofrenda religiosa que los hindúes hacen a los dioses, especialmente al principio de un nuevo proyecto o para conmemorar alguna ocasión especial.  
La parte del ritual conocida como Dhūpa involucra la ofrenda de incienso ante el dibujo de una deidad como una muestra de respeto. Se cree que el humo protege de los demonios y limpia el ambiente. 
Un adhu quemará regularmente el incienso de esta manera como una ofrenda a Agni, dios del fuego. Para los sadhu, el mundo está lleno de fuerzas invisibles que deben apaciguarse continuamente mediante ofrendas y rituales de limpieza.
Sus fuegos sagrados conocidos como dhuni, llevan a cabo el mismo cometido que el incienso, pero en una proporción mayor que es transformar lo material en éter.
Por lo tanto, quemar incienso es un recordatorio del poder sagrado del fuego para transformar y concluir el viaje de todas las cosas físicas hacia el espíritu.

### Conceptos relacionados
- Añjali Mudr
- Cultura de India
- Dhupa
- Buddhist prayer beads
- Hindú prayer beads
- Mandir
- Mala
- Mudras
- Namaste
- Pranāma
- Puja (Buddhism)
- Puja (hinduismo)
- Pādodaka
- The Archaeology of Hindu Ritual

Otros
- Guru-shishya tradition